# Vlarea
VLAREA is het Vlaams reglement inzake afvalvoorkoming en beheer. 
Het is van toepassing op alle afvalstoffen, uitgezonderd gasvormige effluenten, dierlijke mest, afvalwater (uitz. afvalstoffen in vloeibare toestand), bodem uitgegraven buiten ontginningsgebieden en die vrij als bouwstof kan worden gebruikt en radioactief afval.
Het bevat een afvalstoffencatalogus, gebaseerd op de Europese lijst voor afvalstoffen EURAL. Daarnaast is er nog een bijkomende categorie, hetzij als gevaarlijke, hetzij als bijzondere afvalstof.
Er is onderscheid tussen het verwijderen van afvalstoffen en nuttige toepassingen.